# 格桑多杰
格桑多杰（藏語：བསྐལ་བཟང་རྡོ་རྗེ་，威利转写：bskal bzang rdo rje，1936年2月—），笔名雪乡人，藏族，青海贵德人，中华人民共和国作家、政治人物。

## 生平
1951年至1952年，在青海省民族公学学习。1952年至1955年，在中央团校民族部学习、工作。1955年11月，加入中国共产党。1955年至1957年，任青海青年报社编辑。1957年至1965年，任共青团青海省班玛县委副书记，中共班玛县委生产部副部长，达卡乡党委书记，县委宣传部部长。1965年至1966年，任中共青海省果洛藏族自治州委宣传部副部长。1966年至1970年文化大革命中受冲击。1970年至1978年，任青海省果洛藏族自治州民族师范学校革委会主任，果洛藏族自治州革委会文教局副局长、宣传组组长，中共果洛藏族自治州委宣传部部长。1978年至1981年，任中共果洛藏族自治州委常委、果洛藏族自治州革委会副主任。1981年至1982年，任中共果洛藏族自治州委副书记、果洛藏族自治州州长。1982年至1985年，任中共果洛藏族自治州委书记。1985年至1988年7月，任中共青海省委宣传部副部长兼青海省文联主席、党组书记。1988年7月至1990年4月，任中共青海省委宣传部副部长兼青海省新闻出版局局长。1990年4月至1991年5月，任中共青海省委宣传部副部长。1991年5月至1993年1月，任青海省人大常委会副主任、青海省人大民族委员会主任委员。1993年1月至2001年1月，任青海省人大常委会副主任。此外担任中共第十二届中央候补委员，中共第十三届中央候补委员；中共十三届四中全会递补委员。

## 著作
出版诗集《牧笛悠悠》、《云界的雨滴》，散文特写《塔尔寺灯节》。